# تصفيات كأس العالم لكرة القدم الشاطئية 2005 (تصفيات الاتحاد الأوروبي)
كانت التصفيات المؤهلة لكأس العالم لكرة القدم الشاطئية 2005 FIFA بمثابة مسابقة خاصة لكرة القدم الشاطئية لتحديد الدولة الأوروبية الرابعة التي ستتنافس في كأس العالم لكرة القدم الشاطئية 2005 FIFA . بدأت البطولة قبل يومين من انطلاق كأس العالم ، وانتهت في اليوم السابق للمباراة الافتتاحية ، من 6 مايو إلى 7 مايو 2005 ، في ريو دي جانيرو ، البرازيل . الفائز في التصفيات كان إسبانيا . 

## ملخص
كانت ثلاث دول قد حجزت مكانها في كأس العالم من خلال احتلالها المركز الأول والثاني والثالث في الدوري الأوروبي لكرة القدم الشاطئية 2004 ، وهي فرنسا والبرتغال وأوكرانيا . تم استدعاء المنتخبات التي احتلت المركز الرابع والخامس والسادس والسابع للمنافسة على المركز الأخير في كأس العالم ، لكن صاحب المركز السابع بلجيكا رفض الدعوة للمشاركة ، لذا تنافست النمسا صاحبة المركز الثامن.

## الدول المشاركة
- إيطاليا (الرابع)
- إسبانيا (الخامس)
- سويسرا (السادس)
- بلجيكا (السابع, رفضت الدعوة)
- النمسا (الثامن)

## مرحلة خروج المغلوب
لعبت الدول في شكل خروج المغلوب ، بدءًا من الدور نصف النهائي.

### نصف النهائي
| النمسا | 4-1 | ايطاليا |
| ------ | --- | ------- |
|        |     |         |

| سويسرا | 7-4 | اسبانيا |
| ------ | --- | ------- |
|        |     |         |

### المركز الثالث
| النمسا | 7-3 | سويسرا |
| ------ | --- | ------ |
|        |     |        |

### النهائي
| ايطاليا | 7-2 | اسبانيا |
| ------- | --- | ------- |
|         |     |         |

## الفائزون
| فائزون التصفيات المؤهلة |
| ----------------------- |
| قالب:اسبانيا-كبير       |

## الترتيب النهائي
| مرتبة | فريق                  |
| ----- | --------------------- |
| 1     | إسبانيا</img> إسبانيا |
| 2     | إيطاليا</img> إيطاليا |
| 3     | سويسرا</img> سويسرا   |
| 4     | النمسا</img> النمسا   |

## الدول المؤهلة لكأس العالم
- فرنسا (المركز الأول في الدوري الأوروبي لكرة القدم الشاطئية)
- البرتغال (المركز الثاني في الدوري الأوروبي لكرة القدم الشاطئية)
- أوكرانيا (المركز الثالث في الدوري الأوروبي لكرة القدم الشاطئية)
- إسبانيا (الفائزون في المباراة الفاصلة)